# Ghế boong tàu

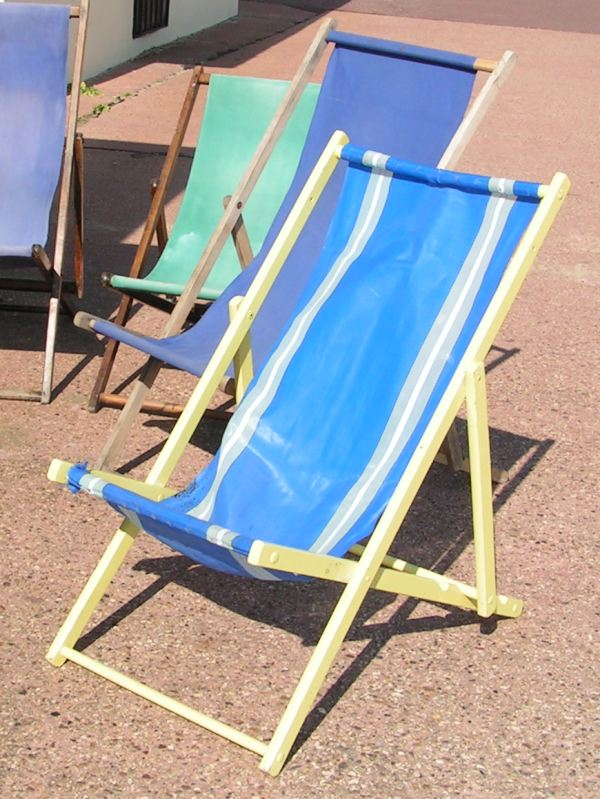
Ghế boong bằng khung gỗ và vải truyền thống

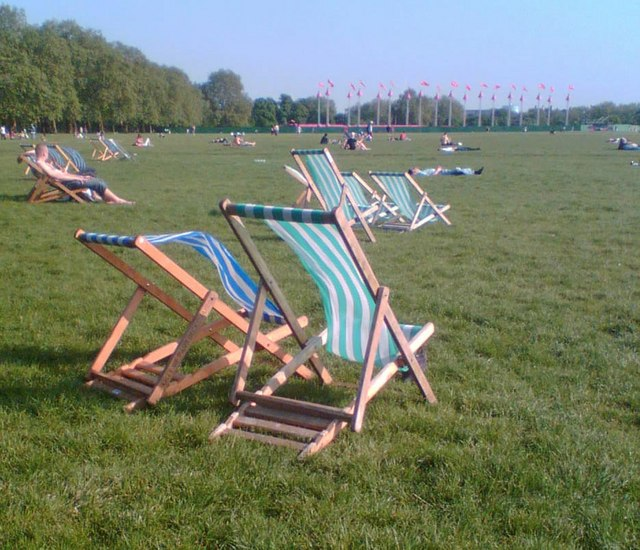
Ghế boong ở Hyde Park, London

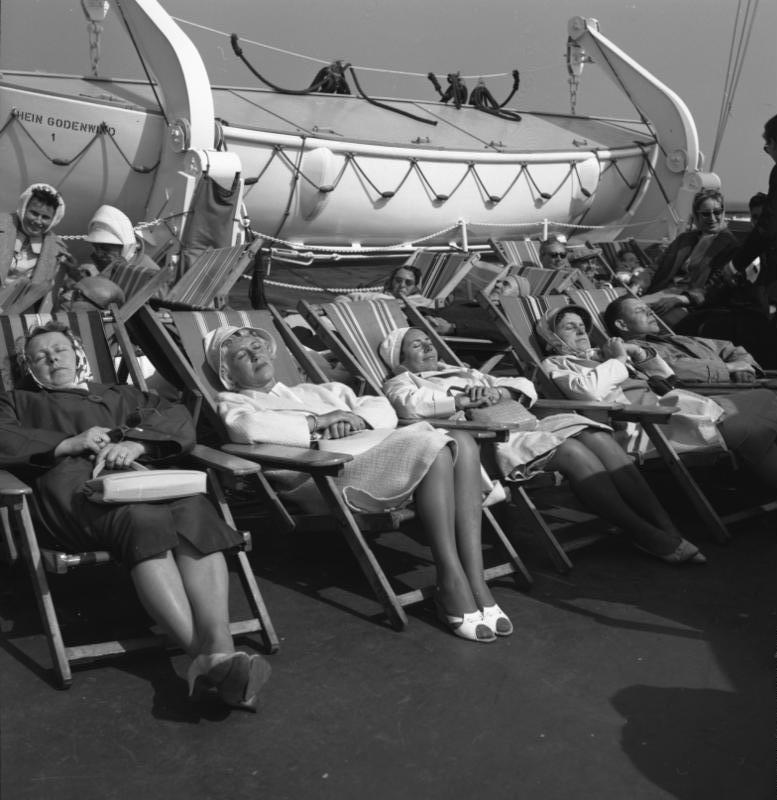
Hành khách ngả lưng trên ghế boong tàu Đức

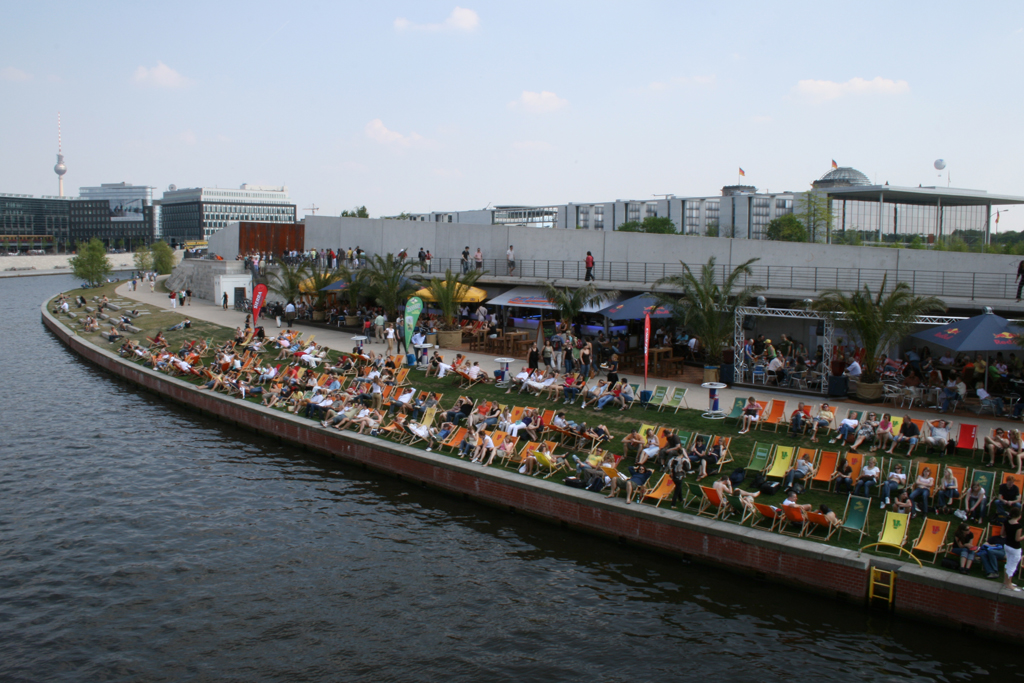
Mọi người thư giãn trên ghế gấp ở River Spree gần Berlin Hauptbahnhof, Berlin 2007

Ghế boong/ sàn tàu, ghế deck (tiếng Anh: deckchair hoặc deck chair) là một loại ghế gấp với khung bằng gỗ hoặc vật liệu cứng, có thể gấp lại cho gọn mang tính di động. thân ghế làm bằng vải hay nhựa vinyl giăng trên khung tạo thành phần tựa lưng và chỗ ngồi. Tiếng Việt gọi là ghế bố vì xưa dùng vải bố căng trên khung. Nó là phuơng tiện để nghỉ ngời lúc nhàn rỗi, ban đầu là trên boong của một tàu hàng hải hoặc tàu du lịch. Nó có thể gấp lại cho gọn rồi chồng lên nhau nên dễ dàng vận chuyển, tuy vẫn còn một số kiểu dáng nổi tiếng là khó gấp và mở ra. Các phiên bản khác nhau có thể có một chỗ ngồi mở rộng bao gồm chỗ để gác chân, có thể điều chỉnh độ cao để người dùng có thể tùy ý sửa đổi vị thế ghế từ tư thế ngồi đến nằm; và cũng có thể có chỗ để tay.
Ghế boong được dùng ngoài trời làm chỗ ngồi có tính cách tạm thời ở nơi để thư giãn ngoài trời khác như bãi biển, công viên nên còn gọi là ghế bãi biển, ghế ngoài trời.

## Hình ảnh

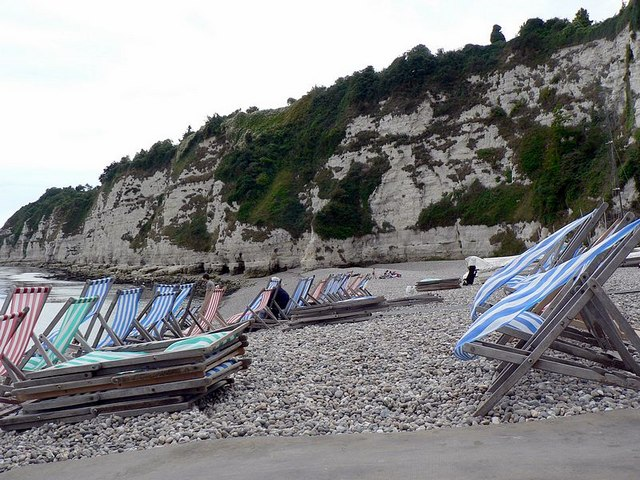
Ghế boong trên bãi biển tại Beer, Devon, Anh, gồm cái đã mở và đã gấp
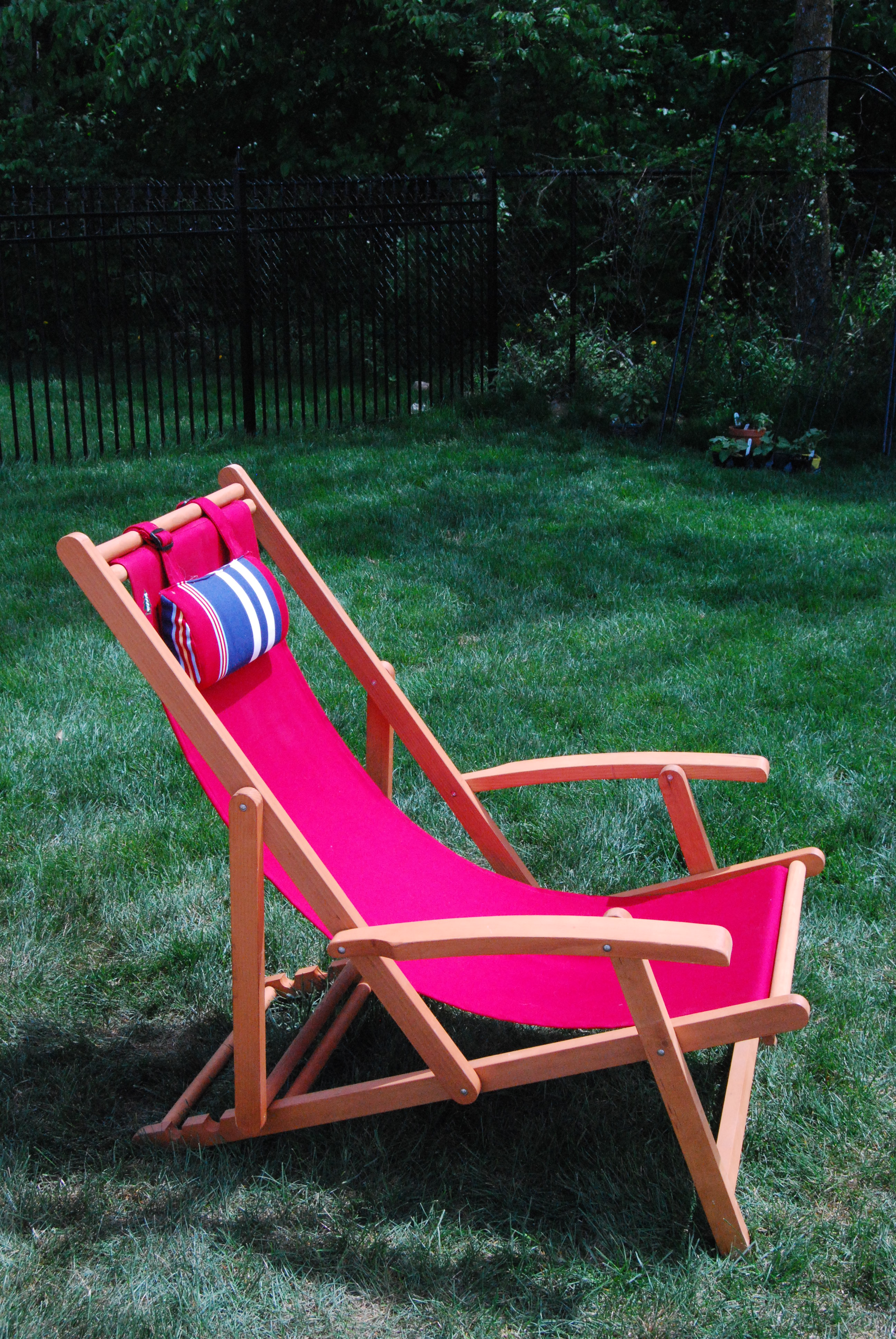
Ghế boong với chỗ tựa tay và đệm tựa đầu
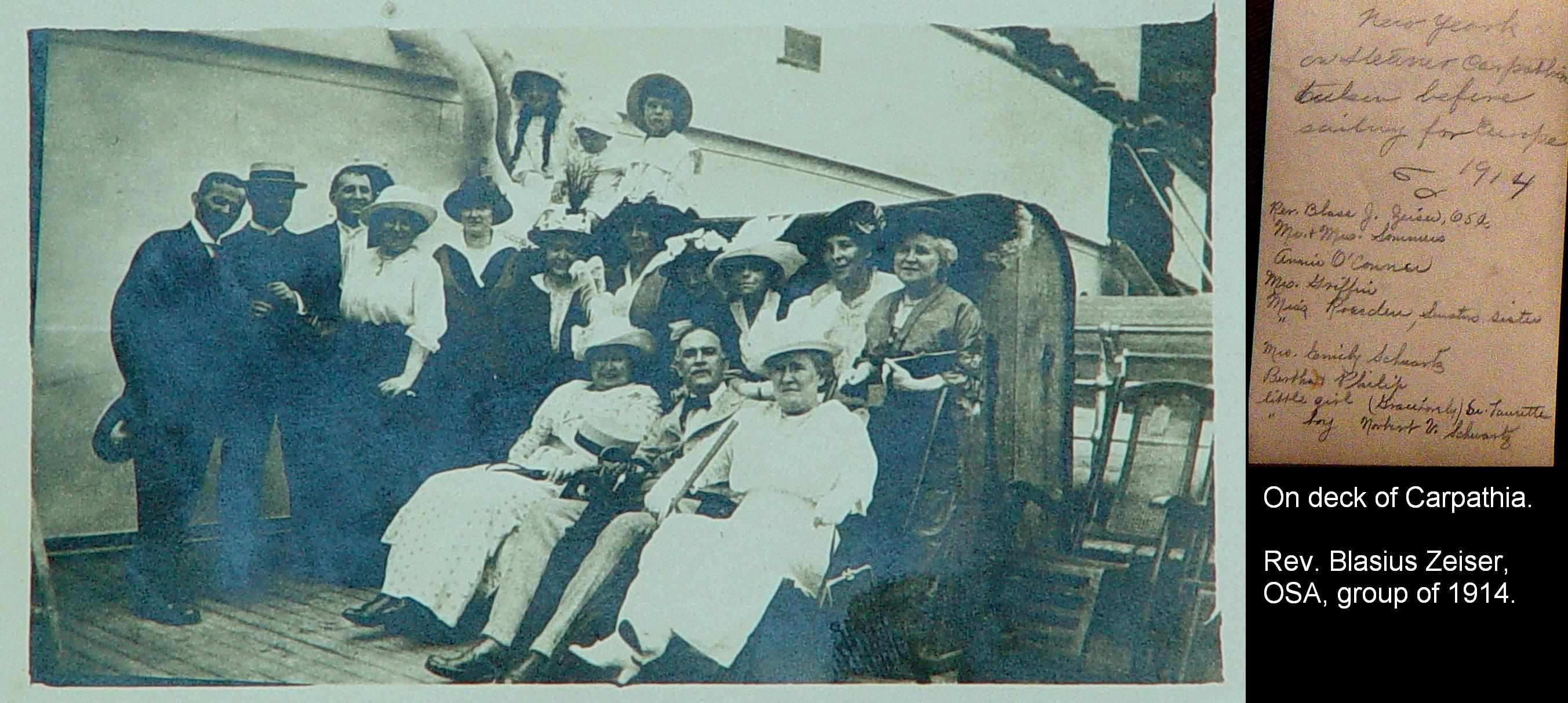
Hình ảnh trên boong của các hành khách trên RMS Carpathia trong chuyến công du nước ngoài năm 1914 do Cha Blasius Zeiser dẫn đầu
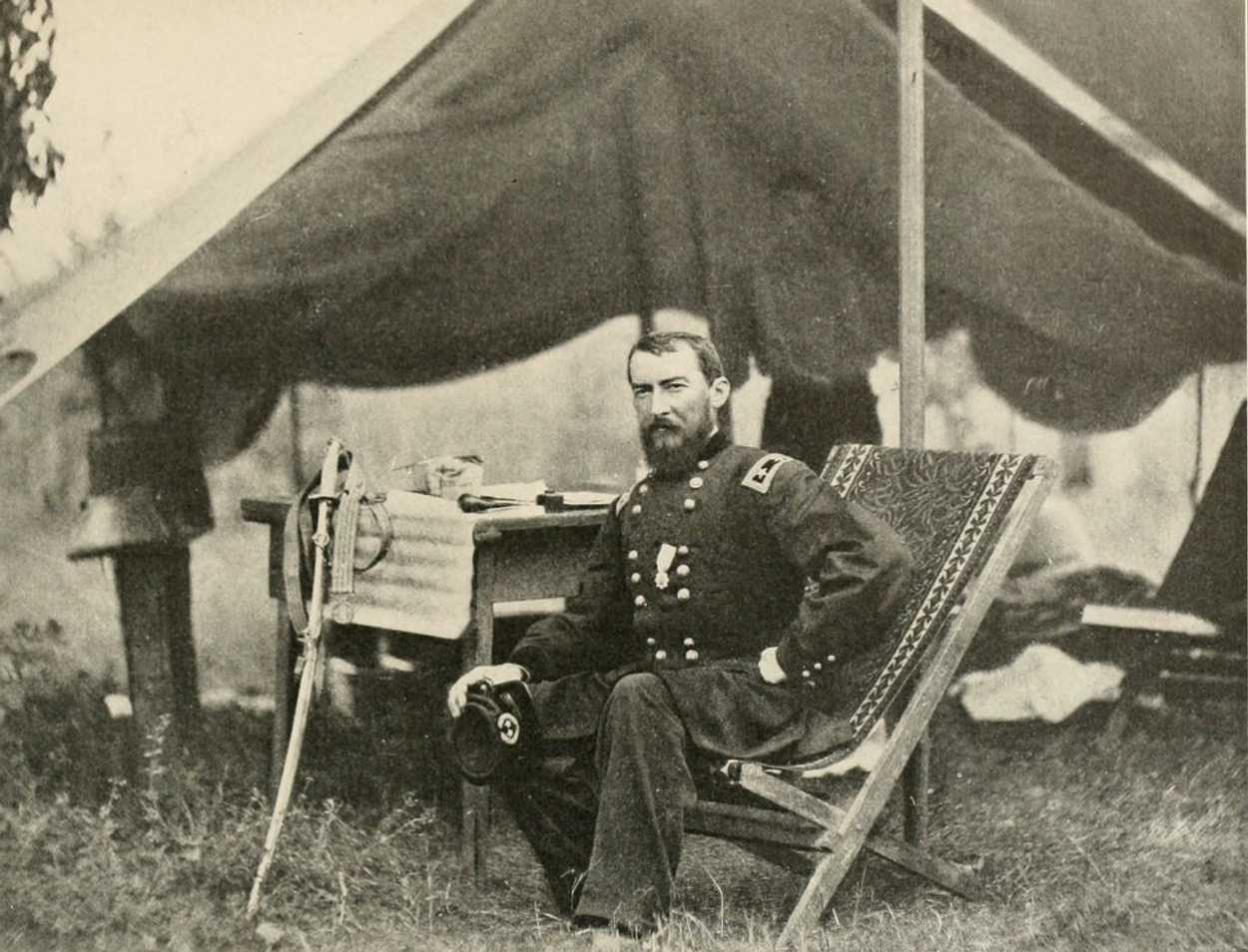
Tướng quân Philip Sheridan của Liên minh Nội chiến Hoa Kỳ trong chiến dịch

## Sunlounger

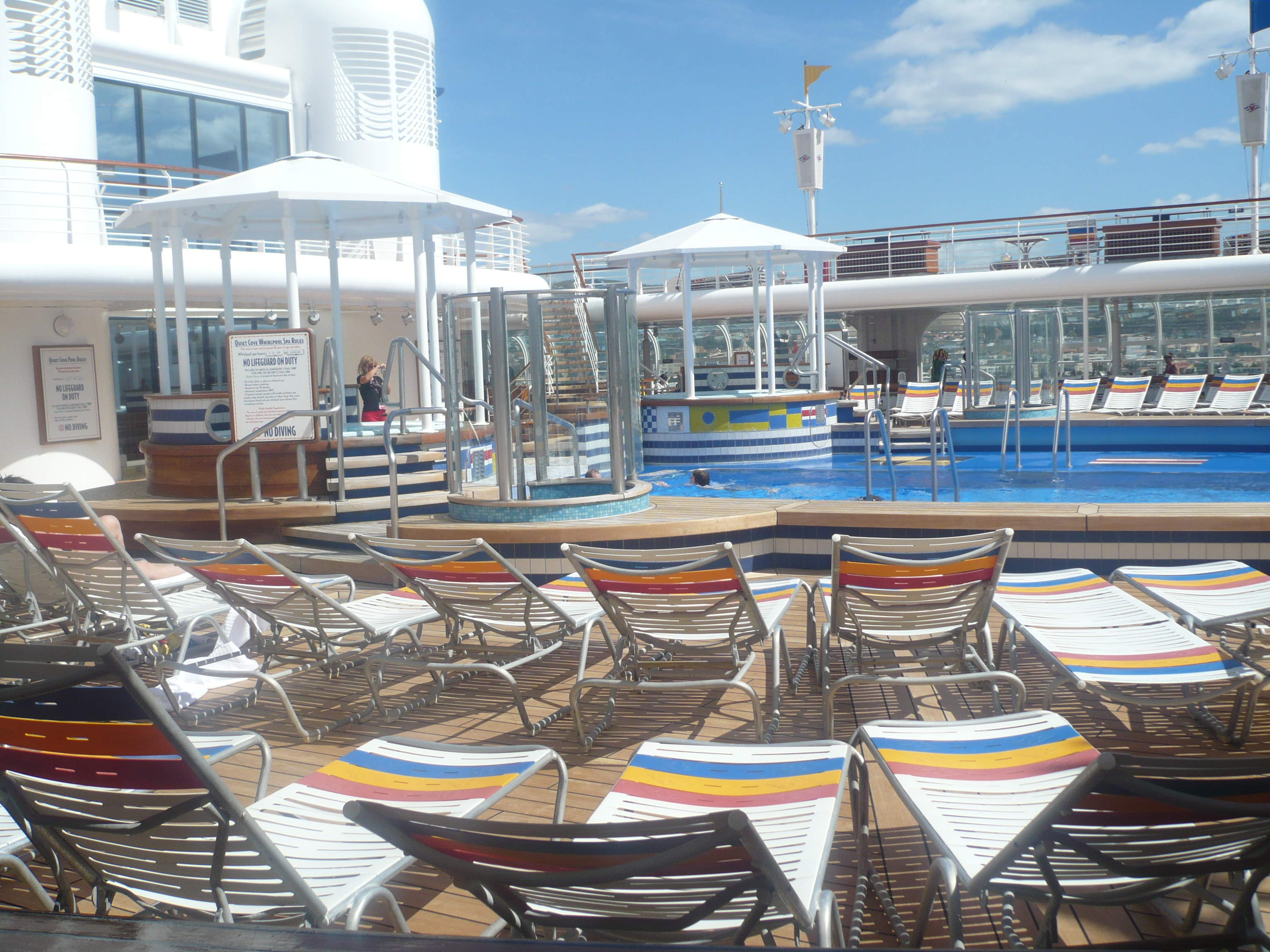
Ghế dài tắm nắng bên hồ bơi